# Kokoshnik
O kokoshnik (em russo: Кокошник) é um chapéu tradicional russo usado por mulheres e meninas para acompanhar o sarafan. Espalhou-se principalmente nas regiões do norte da Rússia e foi muito popular entre os séculos XVI e XIX. Ainda hoje é uma característica importante dos conjuntos de dança russos e da cultura folclórica e inspirou o estilo de arquitetura kokoshnik. 

## Visão geral

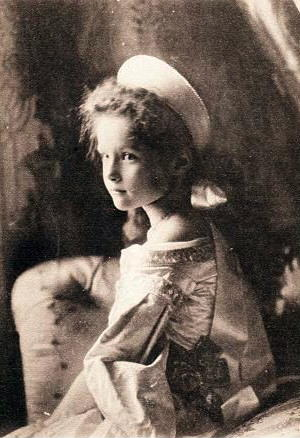
A princesa Tatiana Romanova utilizando um kokoshnik.

Historicamente, um kokoshnik foi um cocar usado por mulheres casadas, embora as donzelas também usassem um cocar muito semelhante a um kokoshnik, mas aberto nas costas, denominado-o povyazka.
Embora no passado os estilos de kokoshnik variassem muito, atualmente um kokoshnik é geralmente associado a um cocar alto em forma de nimbo ou crista que é amarrado na parte de trás da cabeça com fitas longas e grossas em um grande laço. O brasão pode ser bordado com pérolas e ourivesaria ou com aplicações simples, geralmente com motivos vegetais e florais. 
A área da testa é frequentemente decorada com redes de pérolas. Enquanto usa um kokoshnik, a mulher geralmente usa o cabelo preso em uma trança. O kokoshnik também costumava ser combinado com a trança russa.

## História

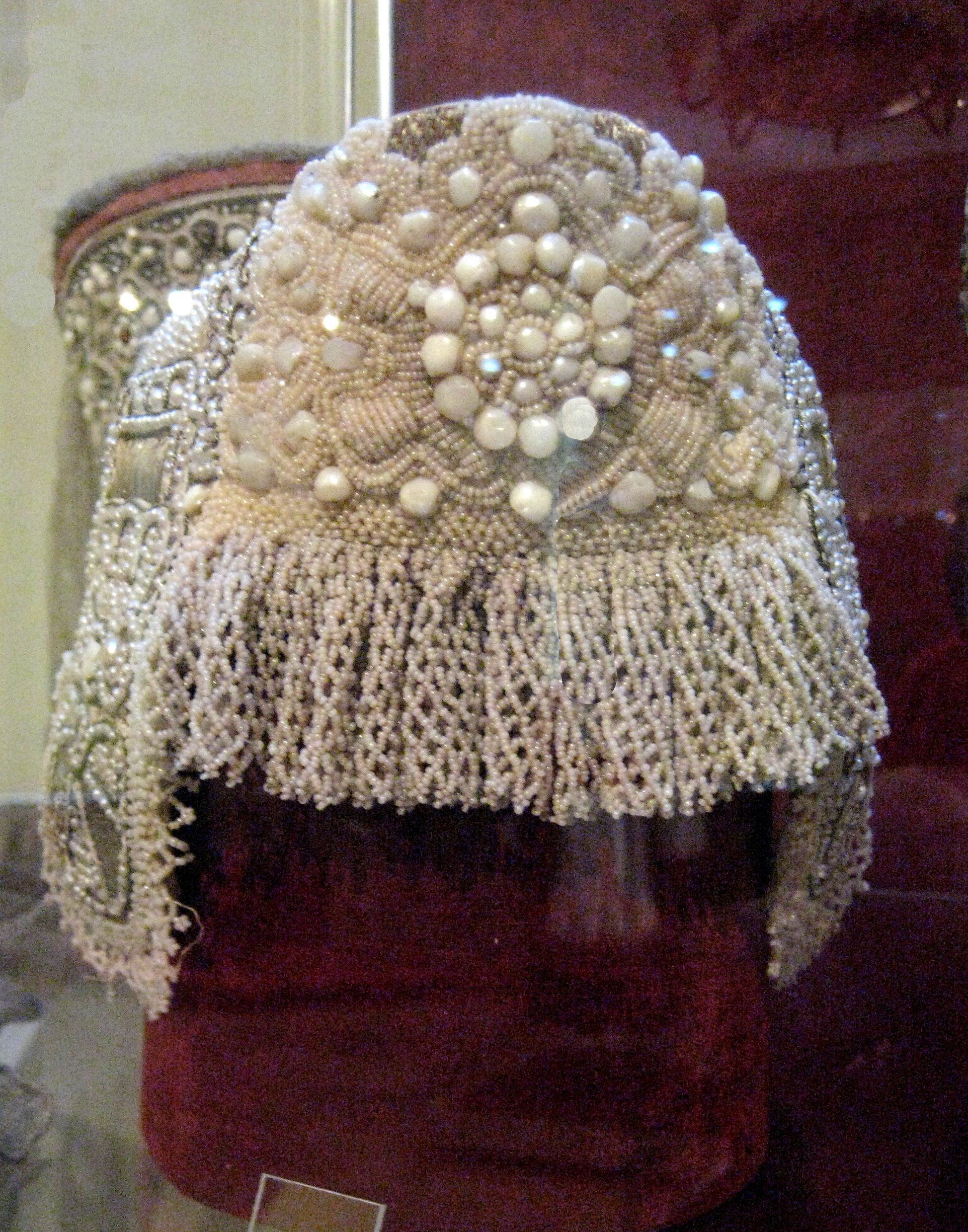
Imagem de apenas de um kokoshnik, semelhante por suas aves.

A palavra kokoshnik surge no século XVI e vem do termo eslavo kokosh que significa "galinha", devido ao seu formato semelhante ao do favo das aves, mas este tipo de cocar rígido que cobre toda a cabeça já é encontrado em tumbas dos séculos XI a XII na região de Novgorod.
Durante o renascimento da cultura nacional russa no início do século 19, as tiaras em forma de diadema tornaram-se parte do traje oficial da corte da realeza e das damas de companhia. 
Esses kokoshniks foram inspirados tanto pela moda renascentista italiana e pelo capuz francês quanto pelos autênticos kokoshniks russos ainda usados pela classe média e pelos camponeses ricos da época. Neste período tanto as mulheres solteiras como as casadas usavam a variedade usada tradicionalmente pelas mulheres solteiras: mostrando a parte da frente do cabelo, e com um véu translúcido caindo nas costas.
Após a Revolução de 1917, os emigrados russos popularizaram o kokoshnik na moda europeia. O estilo já havia aparecido no cocar de casamento de 1893 de Maria de Teck, a futura rainha consorte do Reino Unido.